# Illusione d'amore
Illusione d'amore (Cara a cara) è una telenovela argentina del 1983 interpretata dall'attrice messicana Verónica Castro e da Pablo Alarcòn. Si tratta di un remake della serie Cara a cara,  trasmessa in Italia alcuni anni prima su Italia 1.

## Trama
"Sinceramente non so più cosa fare della mia vita...".  Con questa frase, pronunciata dalla protagonista Laura, ha inizio la trama di Illusione d'amore che narra le vicende di un'ereditiera obbligata a un matrimonio di convenienza per salvare dalla rovina la sua famiglia. Particolare inusuale per una telenovela, la serie si conclude in maniera drammatica con il suicidio della protagonista.

## Versione italiana
In Italia Illusione d'amore è andata in onda sul circuito Euro TV nel 1984; la sigla originale Mi guardian mi carcelero era interpretata da Verónica Castro, la sigla della versione italiana Non mi devi trattar così dalla star latina Luis Miguel all'epoca all'apice del successo in Italia.
Particolarmente curato il doppiaggio (a cura della "Effe Elle Due" di Roma) che vede tra gli altri Cinzia De Carolis e Luca Ward prestare la voce rispettivamente alla Castro e ad Alarcón.